# Vittorio Gui
Vittorio Gui (14 de septiembre de 1885 en Roma – 16 de octubre de 1975 en Fiesole, Florencia) fue un director de orquesta y compositor italiano, una de las figuras fundamentales del renacimiento estilístico vocal italiano de su época junto a Arturo Toscanini, Tullio Serafin y Victor de Sabata.

## Biografía
Estudió en la Academia de Santa Cecilia de Roma, recibiendo instrucción pianística por parte de su madre. En 1907 dirigió La Gioconda en Roma con gran éxito, valiéndole contratos en Turín, Venecia y Nápoles. Fue Arturo Toscanini quien lo contrató para su debut en La Scala en Salomé de Richard Strauss.
Compuso las óperas David (1907) y Fata Malerba (estrenada en 1927 en Turín con Conchita Supervía). 
En 1925 fue director del teatro de Turín y en 1928 fundó la orquesta estable de Florencia. 
En 1933 instituyó el famoso festival Maggio Musicale Fiorentino que se ha celebrado desde su creación donde revivió óperas olvidadas como Alceste de Gluck, Medea de Cherubini y La Vestale de Spontini. 
En 1933 Bruno Walter lo invitó a dirigir en el Festival de Salzburgo, convirtiéndose en el primer director italiano participante del festival. 
En 1938 debutó en el Covent Garden - Rigoletto, La bohème, y Tosca, en 1952 dirigió a Maria Callas en Norma-, posteriormente en Edimburgo, Viena y Berlín.
Considerado uno de los máximos exponentes de Rossini, también difundió la obra de Brahms en Italia.
Fue director musical del Festival de Glyndebourne en Inglaterra entre 1951 y 1963.
En 1973 dirigió Las vísperas sicilianas de Verdi en la versión dirigida por María Callas y Giuseppe Distéfano con motivo de la reapertura del Teatro Regio (Turín).
Dejó un importante legado discográfico, entre ellos una toma en vivo de Parsifal de Wagner con Maria Callas en 1950 y la primera versión estereofónica de El barbero de Sevilla de 1962  con Victoria de los Ángeles, Luigi Alva y  Sesto Bruscantini.
Compuso música de películas, como Pergolesi (1932) y Rossini (1942).
Se casó con Maria Bourbon del Monte y con Elda Salaroli Enriques.

## Discografía de referencia
- Bellini: Beatrice Di Tenda / Gui, Gencer, Oncina, Zanasi
- Bellini: Norma / Gui, Callas, Stignani, Sutherland
- Bellini: Norma / Gui, Cigna, Stignani, Breviario
- Boito: Mefistofele / Gui, Christoff, Prandelli
- Wagner: Parsifal / Gui, Christoff, Callas.
- Cherubini: Medea / Gui, Callas, Guichandut, Barbieri, Petri
- Gluck: Alceste / Gui, Gencer, Picchi, Rome Opera
- Mozart: Le Nozze Di Figaro / Gui, Jurinac, Sciutti, Stevens, Bruscantini
- Puccini: La Bohème / Gui, Rizzieri, Del Mónaco
- Rossini: La Cenerentola / Gui, Gabarain, Oncina, Bruscanti
- Rossini: L'occasione Fa Il Ladro / Gui, Rinaldi, Gaifa, Rai
- Rossini: Le Comte Ory / Gui, Roux, Sinclair, Oncina
- Rossini: Il Barbiere Di Siviglia / Gui, Bruscantini, De los Ángeles, Alva
- Verdi: Aída / Gui, Corelli, Stella, Barbieri, Colzani
- Verdi: Il Trovatore / Gui, Björling, Cigna, Basiola
- Verdi: Macbeth / Gui, Varnay, Petroff, Tajo, Penno
- Verdi: La Battaglia Di Legnano / Gui, Gencer, Limarilli
- Verdi: Nabucco / Gui, Callas, Bechi, Sinimberghi, Neroni
- Verdi: Falstaff, Etc / Gui, Evans
- Verdi: Un Ballo In Maschera / Gui, Welitsch, Picchi, Noni
- Weber: Oberon / Gui, Cerquetti, Picchi, Munteanu
- Weber: Der Freischütz / Gui, Christoff, Jurinac